# فیلیپ مالباسیک
فیلیپ مالباسیک (انگلیسی: Filip Malbašić؛ زادهٔ ۱۸ نوامبر ۱۹۹۲) بازیکن فوتبال اهل صربستان است که در پست وینگر یا مهاجم برای باشگاه فوتبال وویوودینا در سوپر لیگ فوتبال صربستان بازی می کند.
وی همچنین در تیم‌های ملی فوتبال زیر ۱۹ سال صربستان، یوفا، و زیر ۲۱ سال صربستان بازی کرده‌است.